# ゴーストフィクサーズ
『ゴーストフィクサーズ』は、田中靖規による日本の漫画。ウェブコミック配信サイト『少年ジャンプ+』（集英社）にて、2024年3月22日から金曜更新で連載中。田中靖規としては前作『サマータイムレンダ』完結から3年ぶりの連載となる。

## あらすじ
7年前のある日御厨ヶ丘ニュータウンでGHOSTという異常現象が発生して、その都市で非現実がリアルになった。その後校正官になった中学生籠目ひふみ（かごめ ひふみ）はニュータウンに引っ越してきた校正官雲母坂最果（きららざか もか）と共に非現実を現実へ戻す作業に動き出す。

## 登場人物

### 主要人物
籠目ひふみ（かごめ ひふみ）
男性。中学2年生の校正官。黒髪短髪。515号室在住。7年前のファフロツキーズが起こった日にGHOSTを目撃した。性格の合わない最果のことをよく思ってないが戦いを通じて少しずつ信頼するようになる。弟・両親との4人暮らしで周りの人からひふみんと呼ばれている。なんでも切ることが出来るゼッタイキル剣をセカンダリとして持ち、肉体強度を改変して攻撃力防御力を高める能力鋼の体をプライマリとして持つ。Youtubeの凛々禍、蜜鬼たちのGHOST解説動画をよくチェックしている。
雲母坂最果（きららざか もか）
女性。中学2年生の校正官。金髪長髪。1102号室在住。御厨ヶ丘ニュータウンに引っ越してきた。クラスメイトとすぐ馴染むほど協調性があるが大雑把な性格のためひふみとは合わずよくケンカしている。なんでも入れることが出来るカバンガルガンチュアの胃袋をセカンダリとして、銃身全体が4秒ごとに4秒前にループするサブマシンガン通称無限弾を武器として持つ。虫がかなり嫌い。
雨宮礼一郎（あまみや れいいちろう）
男性。校正機構の人間でお面をかぶっている。
星すばる（ほし すばる）
男性。中学2年生。眼鏡の染髪。両親が校正機構で科学者をしている。機械系を扱うのが得意。
小松慈奈（こまつ じな）
女性。中学2年生。書道部部長。ずっとマスクをつけている。GHOSTの影響か少しずつ身体が消えて透明になっている。 ひふみ、最果らによって校正済み。
志村（しむら）
男性。担任の先生。控えめな感じ。

### 動画キャラ
凛々禍・蜜鬼（りりか・みつき）
YouTubeのGHOST解説動画に登場する2キャラ。凛々禍は金髪のガングロ、蜜鬼は青髪の紫顔で角持ち。ゆっくり解説のキャラに似ている。

## 用語解説
GHOST
物理法則や常識を歪めたり無視したりする現実改変の能力を持つ異常な存在。7年前のある日御厨ヶ丘ニュータウンから発生した。シス値で判断する。校正官が装備として持ち出しを許可されたGHOSTをセカンダリ、校正官自身が持つ現実改変能力をプライマリと呼ぶ。
ファフロツキーズ
7年前のある日御厨ヶ丘ニュータウンで発生した大災害。その影響で死者行方不明者合わせて7万人近く出た。ひふみも巻き込まれそうになったが何とか難を逃れた。
シス値
現実性を表す指数でニュータウンの建物や区画ごとに計測されている。何もなければシス値は1ぐらいだが現実改変が加えられると0以下のマイナス値になる。
校正機構
御厨ヶ丘ニュータウンに日本政府が各地から専門家を呼んで、GHOSTを調査・管理して住民を守る組織。
校正官（フィクサー）
GHOSTを取り締まって非現実を現実に戻す校正機構に所属する監査官。校正とは直す＝元に戻すの意味である。正式になるには3か月の研修を必要とする。GHOSTを自分自身の武器として利用している。またGHOSTに触れたことで身体に影響ないか確認するために週1回リアリティテストを行う。
御厨ヶ丘ニュータウン（みくりがおかニュータウン）
ひふみ・最果らが住む町。東京ドーム200個分の面積があり、かつては10万人くらい住んでいたが、7年前の災害の影響で激減して今は1000人弱。校正本部がある。
御厨ヶ丘第三中学校
ひふみ・最果らが通っている中学。ファフロッキーズの影響でひふみらの学年で5人しかいない。

## 作風
ライターのキットゥン希美は、本作はアメリカ合衆国発の架空の団体であるSCP財団の影響を強く受けているとしており、「『SCP財団』の醍醐味と言える要素を受け継いだ上で、オリジナリティのある物語を生み出しているのが同作の面白さだ」と述べている。

## 書誌情報
- 田中靖規『ゴーストフィクサーズ』 集英社〈ジャンプ・コミックス〉、既刊5巻（2025年7月4日現在）
  1. 2024年6月4日発売[5][6]、ISBN 978-4-08-884080-2
  2. 2024年9月4日発売[7]、ISBN 978-4-08-884191-5
  3. 2024年12月4日発売[8]、ISBN 978-4-08-884382-7
  4. 2025年3月4日発売[9]、ISBN 978-4-08-884477-0
  5. 2025年7月4日発売[10]、ISBN 978-4-08-884582-1